# Авила, Дэнни
Дэ́нни А́вила (исп. Danny Ávila; род. 1 апреля 1995 в Испании) — испанский диджей и продюсер.

## Биография
Дэнни Авила за свою карьеру сотрудничал со многими известными диджеями, в их число входят: Tiesto, Fedde le Grand, Deniz Koyu, Tujamo. Его первое выступление произошло в 2010 году в клубе Kapital. В 2011 году был награждён премией «Vicious Music Awards Rom Barcelo 2011», в номинации «DJ Revelacion». Летом 2012 года, он проводил пляжную дискотеку возле клуба Blue Marlin. В сентябре 2012 Дэнни переехал в США для дальнейшей работы и сотрудничества с американскими музыкантами Дэнизом Койу, Микаэлем Веертметом и другими.
Авила участвовал в фестивале Ultra Music Festival в Майами 2013 года. Приехав в Лас-Вегас для сотрудничества с различными диджеями среди них были Стив Аоки, Laidback Luke, Deadmau5, Tommy Trash, Tiesto и Кельвин Харрис.
Он попал на чарт музыкального журнала Billboard.

## Дискография
Сборники
- 2012: Danny Avila’s Big Room Mix DJ Magazine[19]. Дэнни Авила в Германии, 2014

Синглы
Чарт
| Название                                                                    | Год  | Позиции |
| Название                                                                    | Год  | FRA     |
| --------------------------------------------------------------------------- | ---- | ------- |
| «Cream» (Совместно с Tujamo)                                                | 2015 | 117     |

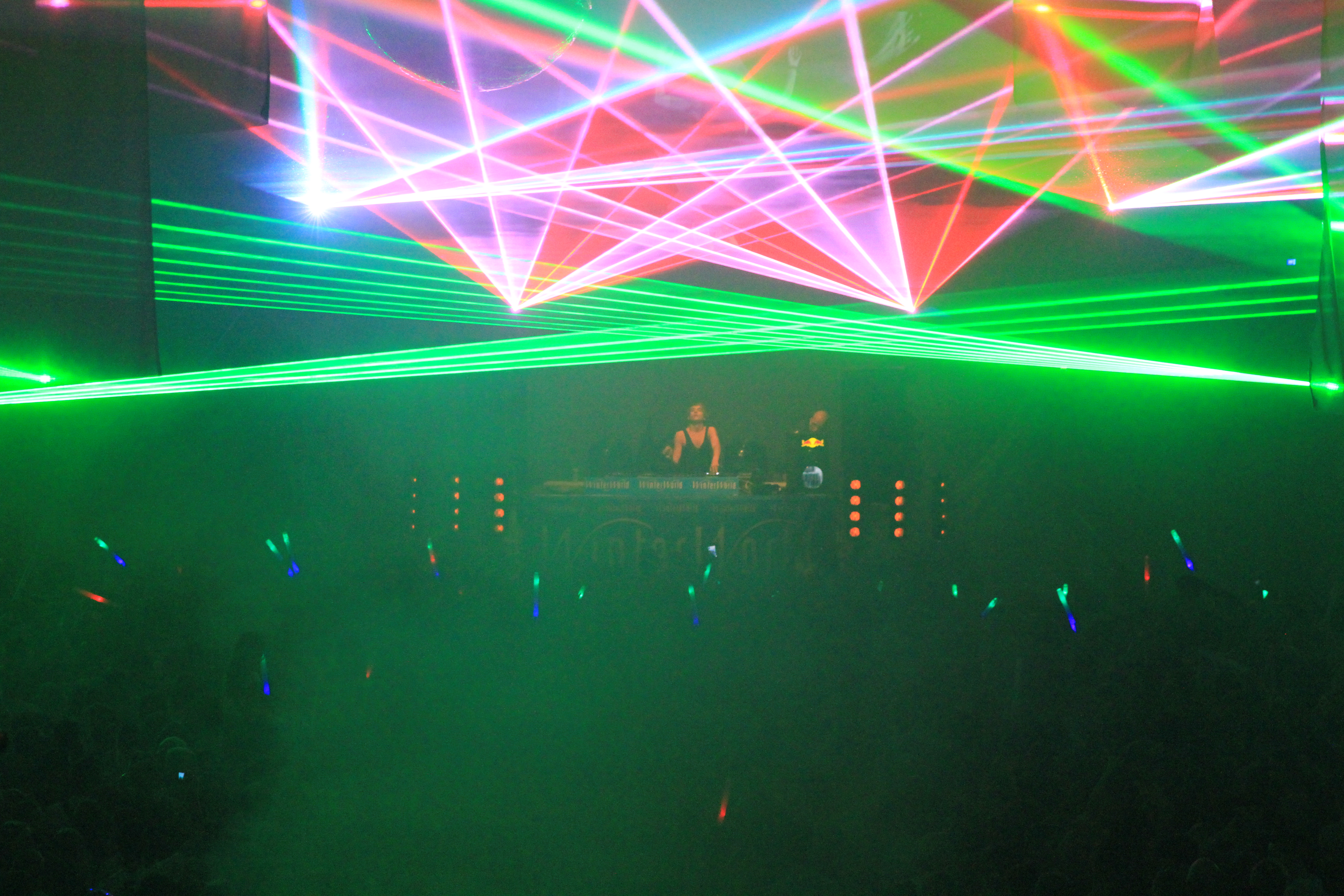
Дэнни Авила в Германии, 2014

| «Too Good to Be True» (Совместно с The Vamps при участии Machine Gun Kelly) | 2018 | 59      |

Другие синглы
2012:
- «Breaking Your Fall» (Original)
- «Breaking Your Fall» (Mikael Weermets Remix)
- «Breaking Your Fall» (Lucky Date Remix)
- «Breaking Your Fall» (Sick individuals Remix)

2013:
- «Voltage»
- «Tronco»
- «Rasta Funk»

2014:
- «Rock The Place» vs twoloud
- «Boom!» — feat. Merzo

2015:
- «Plastik»
- «Close Your Eyes» (Official Parookaville Festival Anthem)
- «Cream» — feat. Tujamo
- «C.H.E.C.K.»

2016:
- «High» — feat. Haliene

2017:
- «LOCO» — Nervo & Danny Avila feat. Reverie

2018:
- «Brah» [Spinnin’ Premium]
- «End of the Night» [Sony Music Entertainment]

2019:
- «Keep It Goin’» (with Deorro) (Ultra Records)[21]
- «Fast Forward» (Smash the House)[22]

2020:
- «Beautiful Girls» (Kontor/Paper Rocket Music)[23]
- «Run Wild» (Musical Freedom)[24]
- «Remedy» (ft. Selena Mastorianni)[25]
- «The Unknown» [Hexagon][26]
- «Pushin» [Musical Freedom][27]
- «My Blood» [Spinnin' Records][28]

2021:
- «No One Else Is You» [Heartfelt Records][29]
- «Mother & Father» (при участии Bukhu) [Armada Music][30]
- «The Baddest» (при участии  Kris Kiss) [Armada Music][31]
- «The Captain» [Armada Music][32]

Ремиксы
2011:
- German Brigante — «Tiki Taka» (DJ Mind & Danny Avila Remix)

2012:
- M.A.N.D.Y & Booka Shade — «Body Language» (Danny Avila Bootleg)

2013:
- Ckylar Grey — «C’mon Let Me Ride» (Mikael Weermets & Danny Avila Trapster Remix)
- Krewella — «Live for the Night» (Deniz Koyu & Danny Avila Remix)

2014:
- Stromae — «Tous les mêmes» (Lucas Divino, Andres Chevalle & Danny Avila Dirty Dutch Remix)

2016:
- MNEK & Сара Ларссон — «Never Forget You» (Danny Avila Bootleg)

2017:
- Gavin James — «I Don’t Know Why» (Danny Avila Remix)